# فضای منظم
در توپولوژی، یک فضای {\displaystyle X} را فضای منظم (به انگلیسی: Regular Space) گویند اگر هر زیرمجموعه بسته {\displaystyle C} از {\displaystyle X} و هر نقطه {\displaystyle p} خارج از {\displaystyle C}، دارای همسایگی های مجزا باشند. لذا در چنین شرایطی می گویند که {\displaystyle p} و {\displaystyle C} توسط همسایگی ها جدا شده اند. این شرایط را به اصل {\displaystyle T_{3}} می شناسند. معمولاً عبارت "فضای {\displaystyle T_{3}}" به معنای "فضای هاسدورف منظم" است. این شرایط، مثال‌هایی از اصول جداسازی می باشند.